# Доставка пиццы (Губка Боб Квадратные Штаны)
«Доставка пиццы» (англ. Pizza Delivery) — серия под номером 5а первого сезона мультсериала «Губка Боб Квадратные Штаны».

## Сюжет
Во время закрытия «Красти Краб» получает заказ от клиента — пиццу, продукт, который они не делают. Мистер Крабс, зная, что он мог бы получить дополнительные деньги, спонтанно делает пиццу из крабсбургеров и говорит Губке Бобу и Сквидварду доставить её. Однако Губка Боб не может двигаться на катере, так как он по-прежнему учится в лодочной школе. Когда Губка Боб по совету Сквидварда пытается переключить лодку в задний ход («сдать назад»), он становится нервным и в результате включает очень большую скорость, а катер уезжает слишком далеко, в результате чего оба оказываются на середине шоссе в совершенно незнакомом месте. В лодке кончился бензин, и они вынуждены доставить пиццу пешком.
Во время доставки пиццы Губка Боб поёт песню о пицце «Красти Краба» и говорит, что это «лучшая пицца». Двое постепенно устают, а Сквидвард голодает, но Губка Боб не разрешает ему съесть пиццу. Затем они попали в смерч, где пицца сохраняет жизнь Губке Бобу, так как он использует коробку от пиццы в качестве парашюта. После побега из смерча, двое упускают из вида дорогу, и Губка Боб показывает Сквидварду некоторые «трюки первопоселенцев», чтобы помочь им найти дорогу, такие как автостоп, поедание кораллов, говоря, где цивилизация, глядя на мох, и даже использование валуна как транспортного средства. Вечный скептик Сквидвард не верит ему, но, когда они в конечном итоге при помощи валуна едут к дому заказчика, он пересматривает свои мысли.
К сожалению, их путешествие не оканчивается хорошо. Клиент сердится, потому что он не получил напиток, и заявил, что он не будет есть в сухомятку, и захлопывает дверь Губке Бобу. Он начинает плакать, но Сквидвард добреет, и из жалости к нему бросает пиццу клиенту прямо в лицо, заявив, что это «подарок от заведения». Сквидвард уверяет Губку Боба, что клиент съел пиццу без напитка, подбадривая его. Они едут обратно в «Красти Краб», который внезапно оказывается совсем рядом, к большому ужасу Сквидварда.

## Критика
«Доставка пиццы» получила хорошие отзывы критиков. Нэнси Бэйзил из «About.com» сказала, что это один из лучших эпизодов мультсериала.

## Роли
| Персонаж                   | Оригинальное озвучивание |
| -------------------------- | ------------------------ |
| Губка Боб Квадратные Штаны | Том Кенни                |
| Сквидвард Тентаклс         | Роджер Бампасс           |
| Юджин Крабс                | Клэнси Браун             |
| Клиент                     | Мистер Лоуренс           |
| Водитель грузовика         | Мистер Лоуренс           |